# Piedmon
Piedmon (japanski: Piemon, ピエモン) je fiktivni lik iz Digimon franšize koji se pojavljuje kao jedan od glavnih antagonista tijekom prve sezone animea, Digimon Adventure. Piedmon je jedan od četiri Gospodara tame, točnije njihov predvodnik, i gospodar tame, sa središtem na vrhu Spiralnog brijega. Njegovo ime i izgled vuku inspiracije u komičnom liku renseansnih commedia dell'arte, Pierrotu, kao i mitološkom podzemnom kralju, Paimonu. Sama njegova pojavnost je misteriozna, a ekscentrični nastup činio ga je još misterioznijim. Kao Zli Digimon i jedan od onih Digimona koji dolaze iz Demonovog podezmong svijeta, prekirven je velom tajne, a njegova svrha, izgled i egzistencija nisu potpuno razjašnjeni. Jedan od njegovih nadimaka, koji svjedoči o njegovom porijeklu, je Pakleni Klaun. No, unatoč svim misterijima vezanim uz njega, Piedmon je iznimno snažan Digimon, a nedostatak fizičke snage nadomiješta velikom brzinom, lukavstvom, spretnošću i iznimnom inteligencijom. Četiri mača, njegovo glavno oružje, nalaze se u "čarobnoj kutiji" na njegovim leđima.

## Pojavljivanja

### Anime

#### Digimon Adventure
Piedmon se, kao voditelj Gospodara tame, odmah nametno kao najteži protivnik, ali je i pri prvom susretu pokazao svoj nenadmašivi egoizam. Najokrutniji je i najhladniji Gospodar tame i ubija bez ikakvog sažaljenja, uživajući u izazovima kojima provjerava svoju sposobnost. Posjeduje neuobičajenu sposobnost psihokineze koja mu omogućuje da kontrolira svoja četiri mača, ujedno i svoje najjače oružje. Ujedno je i jedan od rijetkih Digimona koji može mijenjati svoj oblik, što je bilo vidljivo već u prvom susretu kada se pretvorio u dobroćudnog klauna iz stvarnoga svijeta, a među njegove sposobnosti spada i ona da svoje protivnike može pretvoriti u privjeske za ključeve. Vrlo je vjerojatno da ima i sposobnost telekineze, što je bilo vidiljivo u njegovom napadu na Greymona dok je njegov "kolega" Machinedramon lovao Taija i Izzyja. 
Iako se pojavljuje tek pred kraj sezone, Piedmonova povijest seže puno prije, čak puno prije dolaska Izabrane djece u Digitalni svijet. Nastao kao produkt Apocalymonovog utjecaja, saznao je za Gennaijev plan o dovođenju djece kako bi spasila Digitalni svijet, te je odmah odlučio intervenirati i obustaviti taj plan. Pojavio se s vojskom Guardromona i Mekanorimona i pokušao ukrasti Digimone, Digivice i Simbole, no nije imao previše uspjeha. Nakon što je izbjegao Gennaijev napad mačem i usadio mu crnu kuglu u tijelo, ovaj je uspio pobjeći s Digi-jajima i Digiviceima. Gatomonovo jaje palo je negdje na kontinentu, čime je objašnjen razlog njegova izostanka. No, Piedmon je uspio ukrasti Simbole, koje je dao Devimonu na čuvanje. Ovaj je nosače Simbola sakrio u oceanu, a Simbole je raštrkao po kontinentu. Dok su se djeca u stvarnom svijetu borila protiv Myotismona, Piedmon je s ostalim Gospodarima tame preuzeo kontrolu nad Digitalnim svijetom i napravio veliki nered. Za svoje središte uzeo je Spiralni brijeg i veliku zvjedarnicu u njegovom središtu, odakle je promatrao svoje domene - beživotne i puste dijelove Digitalnog svijeta. 
Nakon povratka djece u Digitalni svijet, priredio im je doček u obliku dobroćudnog klauna koji se balansira na lopti te koji im, pomoću niza loših ilustracija, najavljuje njihov neizbježni pora. Uskoro pokazuje svoj pravi oblik i bez ikakvih problema svlada WarGreymona i MetalGarurumona. Nakon toga odluči pobiti svu djecu, no njegov napad na Mimi zaustavlja Chuumon, koji tako žrtvuje svoj život. Kada Piximon dolazi u pomoć djeci, predvodi Gospodare u potrazi za njima, no djeca ipak, ponovo uz žrtvu, uspijevaju pobjeći. Tijekom sljedećih se epizoda pojavljuje vrlo kratko, obično komentirajući poraze svojih "kolega" s dozom podsmjeha. Kao predvodnik, ostao je posljednji protivnik Izabrane djece. Prije nego što ih je osobno dočekao, poslao je, na njezin zahtjev doduše, LadyDevimon da ih dočeka, no ona je poražena. Nakon toga se i Piedmon osobno uputio da djeci, tada u manjem broju, da im uruči dobrodošlicu. Bez većih je problema svladao WarGreymona, a čak mu ni subsekventni dolazak MetalGarurumona nije stvarao prevelike probleme. Kada je ipak, po dolasku ostatka djece, upao u manje probleme, iskoristio je svoju moć i pretvorio ih sve u privjeske za kljućeve. Sora, T.K., Kari, Patamon i Gomamon uspjeli su pobjeći, no Piedmon ih je slijedio i napadao jednog po jednog, sve do trenutka kada nisu ostali samo T.K., Kari i Patamon. T.K. i Kari su se počeli penjati začaranim užetom koje je vodilo prema nebu (bez kraja), a Patamon je krenuo u borbu s Piedmonom. Uskoro je Patamon Digivoluirao u MagnaAngemona i uspio baciti Piedmona s balkona njegovog utočišta. Kada se s T.K.-jem i ostalim privjecima, koje je vratio u pravi oblik, spustio na tlo, otkrio je kako je Piedmon preživio pad. Uskoro je Piedmon poslao vojsku Vilemona na djecu, no ujedinjeni napad WarGreymona i MetalGarurumona uspio ga je dovoljno snažno odbaciti da upadne u MagnaAngemonova Vrata koja vode u Tamnu zonu. Piedmon je tako ostao jedini Gospodar tame koji nije ubijen, već vječno zatvoren u Tamnoj zoni Digitalnog svijeta. 

### Manga

#### Digimon Adventure V-Tamer 01
U ovoj mangi, Piedmon je jedan od partner Digimona u timu Alias III, koji su od Neo Saibe dobili zadatak da zaustave Taija. Njegov partner je misteriozni Sigma, koji postaje prvi Taijev protivnik. Sa svojim je partnerom imao iznimno snažnu emocionalno-psihološku povezanost koja je najbolje dokazana pucanjem njihovih maski - kada je napukla Sigmina maska, Piedmonova je, iako nije bilo razloga za to, jednako tako napukla. Nakon što su Sigma i Piedmon izgubili borbu od Taija i Zero, a ovi ih poštedjeli, odlučili su promijeniti način ponašanja i vratiti se u Demonov dvorac. No, kada je ovaj saznao za to, naredio je Neu i Arkadimon u da se bore s Piedmonom. Zarobio je Sigmu i poslao Arkadimona, Digimona na Fresh levelu, koji je uspio ubiti Piedmona tako što ga je probo i pokupio njegove podatke, Digivoluirajući tako na svoj Rookie level. U trenutku Piedmonove smrti, i on i Sigma su glasno vrisnuli, što je bio još jedan dokaz njihove snažne povezanosti.

### Igre

#### Digimon Adventure: Anode/Cathode Tamer
U ovoj je igri Piedmon jedan od igračevih protivnika koje je oživio osvetoljubivi Millenniummon. On je posljednji protivnik prije Millenniummona, tako da se Ryo Akijama s njim suočio tek nakon što je porazio Devimona, Etemona i Myotismona. Iako iznimno moćan, nevjerojatno je odan Millenniummonu (čak božanski pokoran), kojemu je obećao Ryjovu glavu na srebrnom pladnju. Igrač se s njim suoči u regiji Piemon's Palace, a kao posljednji boss regije, ponovo se pojavljuje u regiji Millenniummon's Lair kao protivnik. No, u oba puta nije imao sreće i biva poražen. 

#### Digimon Adventure 02: Tag Tamers
Njegova uloga u ovoj igri nije posebno značajna, a kao igriv lik može se dobiti Digivoluiranjem Cherrymona u liniji 32.

#### Digimon Tamers: Brave Tamer
U ovoj se igri Piedmoni pojavljuju kao neprijatelji u Millenniummonovom svijetu, iako se Piedmon karta, karta Razine 5, može iskoristiti kako bi se Piedmon pozvao kao privremeni saveznik u borbi protiv neprijatelja.

#### Digimon Tamers: Digimon Medley
Machinedramon se pojavljuje kao protivnik u poglavljima "Jigoku no Doukeshi Piemon" i "Ma no Yama no Shitennou Dark Masters" u ovoj igri, koja je uvelike temeljena na izvornom Digimon Adventure animeu. Ovakav rasplet igre referenca je na činjenicu da je u animeu Apocalymon koristio Piedmonov napad prilikom sukoba s djecom, iako je zapravo ispalio drugačiji napad pod imenom Piedmonovog.

#### Digimon World 2
Piedmon se može dobiti Digivoluiranjem Phantomona i Tekkamona, kada su na određenom levelu. Pronaći ga se može u Data Domeni, RAM Domeni i Tera Domeni, ali tijekom različitih faza igre. Njegova je specijalnost Tama, a njegova tehnika, Trump Sword, oduzima 30MP-a, ne može se prekinuti i iznimno je moćna.

#### Digimon World 3
Piedmon se može susresti u Amaterasuovom Sjevernom Sektoru, u Tamnoj tamnici. Brojni protivnici u tom Sektoru imaju Piedmone protiv kojih se igrač mora boriti. Gospodar u Sjevernom Sektoru također ima Piedmona kao svog drugog Digimona. U ovoj igri postoji i u obliku karte s Black Mega S-energijom, te 42AP-a i 40 HP-a.

#### Digimon Digital Card Battle
Piedmon se u ovoj igri pojavljuje kao jedan od protivnika u Infinity Toweru, zajedno s MetalSeadramonom, Puppetmonom i Machinedramonom. Njegova karta pripada Mračnim kartama, s HP-om 1650, napadom na trokutu od 800, na krugu od 500 i ometajućim napadnom na križiću od 400. Karta se može dobiti od Wizardmonona tako što mu se kaže čarolija "PIEDMON". Nakon što ga se 5 puta za redom pobijedi bez napuštanja lokacije, igraču daje kartu Dark Sevens.

#### Digimon World DS
Piedmon se u igri može dobiti tako što Etemon kojemu je level 45+ i Spirit 190+ Digivoluira. Osim tako, može se susresti i u regiji Lava River. 

#### Digimon World Dawn/Dusk
Piedmon se može dobiti Digivoluiranjem Matadormona, a može ga se pronači u tvorničkom dijelu regije Shadow Abyss. U Dusku također zadaje zadatke za igrače. Osim preko Matadormona, može se dobiti i DNA Digivolucijom Infermona i Phantomona (Lv. 50+, Piedmon i Puppetmon moraju biti prijatelji).

## Sposobnosti
- Mač adut - kontrolira svoja četiri mača i šalje ih na neprijatelja
- Klaunov trik (Circus Trick) - izvori broje čarobne trikove, uključujući teleportaciju, promjenu oblika i reflektiranje napada
- Trg maski - stvara polje u kojima može čitati i presretati svaki oblik komunikacije, te se jadnako tako teleportirati i napadati kako želi
- Posljednja čarolija (Ending Snipe)

## Zanimljivosti
- Jedini je od četiri Gospodara tame koji nije ubijen, već je zarobljen u Tamnu zonu.
- Jedini je neprijatelj Izabrane djece koji je pokazao sposobnost promjene oblika kada se pojavio kao klaun prilikom njihovog prvog susreta.
- Njegova varijacija, ChaosPiedmon, koji je samo različito obojen, pojavljuje se u igri Digimon World 2.

## Vanjske poveznice
Piedmon na Digimon Wiki